# Mont Bengoué
Mont Bengoué - szczyt górski w Gabonie, w prowincji Ogooué-Ivindo, o wysokości 1070 m n.p.m. Według części źródeł jest to najwyższy szczyt kraju (inne źródła za najwyższy szczyt uznają jednak Mont Iboundji o kwestionowanej wysokości 1575 m n.p.m.).